# Hünenberg
Hünenberg är en ort och kommun i kantonen Zug, Schweiz. Kommunen hade 8 990 invånare (2023).
Kommunen består av ortsdelarna Hünenberg och Hünenberg See. Hünenberg See ligger vid Zugsjön och är sammanvuxet med grannorten Cham.